# San José del Paraíso
San José del Paraíso är en ort i Mexiko.   Den ligger i kommunen Romita och delstaten Guanajuato, i den centrala delen av landet, 300 km nordväst om huvudstaden Mexico City. San José del Paraíso ligger 1 708 meter över havet och antalet invånare är 260.
Terrängen runt San José del Paraíso är kuperad västerut, men österut är den platt. Runt San José del Paraíso är det ganska tätbefolkat, med 72 invånare per kvadratkilometer. Närmaste större samhälle är Cuerámaro, 8,4 km söder om San José del Paraíso. Trakten runt San José del Paraíso består till största delen av jordbruksmark.